# Vaçe Zela
Vaçe Zela, född 7 april 1939 i Lushnja i Fier prefektur i Albanien, död 6 februari 2014 i Basel i Schweiz, var en albansk sångerska. Hon inledde sin karriär 1962 genom att vara den första att vinna Festivali i Këngës. Därefter lyckades hon vinna hela 10 gånger, vilket fortfarande är rekordet i antal segrar. En av hennes mest kända sånger är "Fëmija i parë" som hon vann Festivali i Këngës med 1962.
Zela ses ofta som en av Albaniens allra mest framstående sångerskor och tilldelades 1973 orden Artist i Merituar samt 1977 folkets artist i Albanien. På julafton 2002 tilldelades hon priset nationens ära. Hon bodde vid sin död i Basel i Schweiz.

## Karriär

### Unga år
Vaçe Zela föddes i staden Lushnja i Fier prefektur i västra Albanien. Zela föddes på samma dag som fascistiska Italien tog över styret över Albanien och bildade Albanien under Italien. Zelas talang för musik upptäcktes i skolåldern. Hon sågs utöver som en musikalisk talang även som en talang inom måleri och teater. Vid 10 års ålder började hon framträda med folksånger från Myzeqeja-regionen. Zela brukade framträda i sin hemstad Lushnja, bland annat i offentliga parker. Därefter började hon delta i mindre konserter arrangerade i hemstaden, delvis till hennes föräldrars mottycke. Trots föräldrarnas avvikande åsikter om hennes framtid flyttade Zela till Tirana med ambitionen att studera vid Akademia i Arteve. Hon kom dock inte in på skolan utan fick börja studera vid Qemal Stafa-gymnasiet i Tirana (Gjimnazi Qemal Stafa) där hon lärde sig spela gitarr.

### Genombrottet
Zela började framträda i Arméns musikkår (albanska: Ansambli i Ushtrisë), därefter i statens ensemble (albanska: Ansambli Shtetëror) och till sist i ensemblen för sång och dans (albanska: Ansambli i Këngëve dhe Valleve). Där ensemblerna gav sina framträdanden, i olika städer och byar, uppmärksammades Zela för sin vackra röst. Hon gavs smeknamnet "Myzeqejas näktergal". Zela har en bred repertoar och hon har bland annat spelat in ett flertal titelspår till filmer och övrig filmmusik. Zelas aktiva musikkarriär avslutades 1991, då hon gjorde sitt allra sista framträdande i Schweiz under ett framträdande inför den albanska diasporan. Av många albaner sågs Vaçe Zela och hennes musikaliska gärning som en strimma ljus under den dystra perioden av kommunistdiktatur. Zela hade en stor förmåga att snabbt skapa nya melodier.

### Utmärkelser

#### Nationellt
Vaçe Zela blev den första vinnaren av musiktävlingen Festivali i Këngës då hon vann den första upplagan som hölls 26 december 1962 på Opera- och baletteatern i Tirana. Hon vann med låten "Fëmija i parë" (det första barnet). Zela följde upp segern flera gånger, hon deltog ofta i tävlingen och flera av hennes bidrag har blivit legendariska sånger i Albanien. Hennes sista seger i tävlingen kom 1980 då hon vann tävlingen med "Shoqet tona ilegale". Hon deltog i tävlingen för sista gången 1983 med låten "Rrisim jetën tonë" men vann inget pris. I Albanien har hon tilldelats tre ordnar. 1973 utmärktes hon med Artist i Merituar (meriterad artist), och 1977 med Artist i Popullit (folkets artist). 24 december 2002 utmärktes hon med utmärkelsen Nderi i Kombit (nationens ära) av president Alfred Moisiu. Hon blev därmed första kvinna att motta utmärkelsen.

#### Internationellt
Internationellt tilldelades Zela bland annat en guldskiva. I engelska Cambridge tilldelades hon priset Woman of the Year (årets kvinna) 1997/1998. Av kulturministeriet i Kosovo tilldelades hon utmärkelsen Mikrofoni i Artë (gyllene mikrofonen).

## Privatliv
Vaçe Zela var gift med Pjetër Rodiqi, och de fick tillsammans dottern Irma. Sedan år 2002 bodde Zela med sin make i Basel i Schweiz för att kunna få god sjukvård. Zela fick många smeknamn under sin karriär på grund av sin mycket omtyckta röst. Hon kallades bland annat "Këngëtarja e madhe" (den stora sångerskan), "Zëri i Artë i Shqipërisë" (Albaniens gyllene röst) och "Mbretëresha e Këngës Shqiptare" (drottningen av albanska sånger).

## Död
Zela avled kring klockan 02:00 CET vid 74 års ålder efter en längre tids sjukdom i staden Basel i Schweiz, där hon med sin familj varit bosatt sedan tidiga 2000-talet då hennes hälsa började svikta. Dagen efter hennes död kom hennes kropp att flygas till Pristinas internationella flygplats i Pristina i Kosovo, därefter begravdes i sitt hemland. 8 februari kom Zelas kvarlevor till Albanien, där hon skulle begravas. En minnesceremoni för Zela hölls samma dag kring Opera- och baletteatern i centrala Tirana, där bland annat premiärminister Edi Rama närvarade. Bland de övriga som närvarade vid Zelas begravning och minnesceremoni fanns kulturminister Mirela Kumbaro, borgmästare Bamir Topi och Alfred Moisiu. Även Zelas kolleger som Irma Libohova, Nexhmije Pagarusha, Osman Mula och Luan Zhegu deltog. Senare på dagen fördes Zelas kvarlevor vidare till kyrkogården i Sharra där hon skulle begravas.
| ”                       | Vaçe Zela är oersättlig | „ |
| – Agim Krajka, Shekulli |                         |   |

Efter Zelas död skickade bland annat Albaniens ambassad i Bern samt Albaniens kulturdepartement sina kondoleanser till hennes familj. Även Albaniens president Bujar Nishani samt premiärminister Edi Rama uttryckte sin sorg. Flera kända albanska artister och tidigare kolleger till Zela uttryckte sin sorg på hennes dödsdag, däribland den framgångsrike kompositören Agim Krajka och sångerskan Myfarete Laze.

### Eftermäle
Zela hade ett stort inflytande på den albanska musikscenen och ses av många som den största albanska sångerskan, ofta kallad Këngëtarja e madhë (den stora sångerskan). För att hedra henne uppmärksammades hon av ministeriet för kultur, sport, turism och ungdomsfrågor genom att man uppkallade året 2009 för Vaçe Zelas år (albanska: viti i Vaçe Zelës). I Tirana uppkallade man en gata efter henne. 2012 uppmärksammades Zela på liknande sätt i hamnstaden Durrës: en gata, 4 kilometer från stadens centrum, uppkallades Vaçe Zela-gatan (albanska: Rruga Vaçe Zela). Nationalteatern för opera och balett i Tirana hissade sina flaggor på halv stång till Zelas ära. Zela begravdes i sitt hemland där bland annat premiärminister Edi Rama närvarade.
1993 hyllades Zela vid Festivali i Këngës av den kosovariske sångaren Naim Krasniqi som framförde låten "Jetën ma dhurove", tillägnad Vaçe Zela.

## Diskografi

### Studioalbum
- Kënga ime
- 1989 – Këngë të kënduara nga Vaçe Zela

### Festivali i Këngës-bidrag
- 1962 – "Fëmija i parë"
- 1963 – "Djaloshi dhe shiu"
- 1964 – "Sot jam 20 vjeç"
- 1964 – "Dritaren kërkoj"
- 1965 – "E dua vendin tim"
- 1965 – "Valsi i lumturisë"
- 1966 – "Shqiponja e lirisë"
- 1966 – "Ky bie fyelli e çiftelia"
- 1967 – "Sot këndoj"
- 1967 – "Këngë për shkurtë vatën"
- 1967 – "Revolucioni marshon"
- 1968 – "Ylli partizan"
- 1968 – "Mesuësi hero"
- 1970 – "Mesnatë"
- 1970 – "Ku po shkon o partizan"
- 1972 – "Natën vonë"
- 1973 – "Gjurmë të arta"
- 1973 – "Si agim i kuq"
- 1975 – "Shokët"
- 1976 – "Nënë moj do pres gërshetin"
- 1977 – "Gonxhe në pemën e lirisë"
- 1979 – "Parti e vendit tim"
- 1980 – "Rrjedh në këngë e ligjërime"
- 1980 – "Shoqet tona ilegale"
- 1983 – "Rrisim jetën tonë"

## Filmografi
- 1968 – Estrada në ekran
- 1975 – Kur hiqen maskat